# Daniel Šarić
Ne doit pas être confondu avec le handballeur bosnien Danijel Šarić.
Daniel Šarić est un footballeur international croate né le 4 août 1972 à Rijeka.
Il a participé à la Coupe du monde 2002 avec la Croatie.

## Palmarès
- 30 sélections et 0 buts avec l'équipe de Croatie entre 1997 et 2002.